# Ponmani
Ponmani é uma panchayat (vila) no distrito de Kanniyakumari, no estado indiano de Tamil Nadu.

## Demografia
Segundo o censo de 2001,  Ponmani  tinha uma população de 13,553 habitantes. Os indivíduos do sexo masculino constituem 50% da população e os do sexo feminino 50%. Ponmani tem uma taxa de literacia de 76%, superior à média nacional de 59.5%: a literacia no sexo masculino é de 78% e no sexo feminino é de 74%. Em Ponmani, 10% da população está abaixo dos 6 anos de idade.